# Lara Cox
Lara Jane Cox (ur. 6 marca 1978 w Canberze) – australijska aktorka. Znana z roli Anity Scheppers w Heartbreak High i doktor Denman w H2O – wystarczy kropla.
W 1997 roku wyszła za mąż za Callana Mulveya, z którym grała w serialu Szkoła złamanych serc. W 2010 roku rozwiedli się. Wystąpiła również gościnnie w serialu Na wysokiej fali.

## Filmografia
- 2009: W cywilu 2 (The Marine 2) jako Robin Linwood
- 2007: Gravy jako Angie
- 2007: Acting Out jako Skye
- 2006: Voodoo Lagoon jako Carolina
- 2006: H2O − wystarczy kropla (H2O: Just Add Water) jako Linda Denman (gościnnie)
- 2006: Ojczym panny młodej (Stepfather of the Bride) jako Natalie
- 2004: BlackJack: Sweet Science jako Claire
- 2004: DeMarco Affairs jako Erika Liechtenstein
- 2003: BlackJack jako Claire
- 2003: Kangur Jack (Kangaroo Jack) jako Ślicznotka w samolocie
- 2003: Wieczne zło (Evil Never Dies) jako Maggi
- 2003: Syreny (Mermaids) jako Cynthia
- 2002: Znikająca kasa (Balmain Boys) jako Fiona
- 2001: Head Start jako Posy
- 2000: Above the Law jako Caitlan (gościnnie)
- 2000: Angst jako Heather
- 1999–2002: Zaginiony świat (Lost World, The) jako Finn (2002)
- 1999–2002: Władca zwierząt (BeastMaster) jako Marika (gościnnie)
- 1999–2002: Zaginiony świat (Lost World, The) jako Phoebe (gościnnie) (2000)
- 1998: Cena życia (All Saints) jako Cathy Maxwell (gościnnie)
- 1997-1998: State Coroner jako Kelly (gościnnie)
- 1994–1999: Szkoła złamanych serc (Heartbreak High) jako Anita Scheppers (1996-1999)
- 1988: Zatoka serc (Home and Away) jako Bianca (1999)